# Canarypox
O Canarypox vírus (CNPV) ou vírus da varíola dos canários é um Avipoxvírus e agente etiológico da varíola dos canários, uma doença de aves selvagens e em cativeiro que pode causar perdas significativas. O Canarypox pode entrar em células humanas, mas não pode sobreviver e se multiplicar. Há uma vacina viral viva disponível que pode ter propriedades benéficas contra o câncer em humanos quando usada como um vetor de expressão em mamíferos.
Geralmente o CNPV é considerado uma doença de passeres, como Canários, pegas e rouxinóis, e está associado a taxas de mortalidade mais altas quando comparado a outros vírus da varíola aviária. Em alguns casos, a mortalidade se aproxima de 100%. Os vírus da varíola aviária também causam perdas econômicas significativas em aves domésticas e continuam sendo um problema na conservação de espécies endêmicas de aves que habitam em ilhas.
Os sintomas gerais da CNPV são semelhantes aos de outras espécies de vírus da varíola aviária e são caracterizados por Pústulas e difteria ou sintomas semelhantes aos da pneumonia.